# Scenopinus pygmaeus
Scenopinus pygmaeus är en tvåvingeart som beskrevs av Friedrich Hermann Loew 1857. Scenopinus pygmaeus ingår i släktet Scenopinus och familjen fönsterflugor.
Artens utbredningsområde är Surinam. Inga underarter finns listade i Catalogue of Life.